# 帕克峰
帕克峰（英語：Parker Peak），是南極洲的山峰，位於埃爾斯沃思地的瑟斯頓島，屬於沃克山脈的一部分，根據美國海軍拍攝的空中照片繪入地圖，現時由南極條約體系管理。